# Катастрофа Let L-200 под Волгоградом
Катастрофа Let L-200 под Волгоградом — авиационная катастрофа пассажирского самолёта Let L-200D Morava компании Аэрофлот, произошедшая в понедельник 29 июля 1968 года в Светлоярском районе Волгоградской области в 50 километрах от Волгограда, при этом погибли 5 человек.

## Самолёт
Let L-200D Morava с регистрационным номером CCCP-02110 (заводской — 171325) был выпущен в Чехословакии 13 января 1964 года, а затем передан заказчику — Министерству гражданской авиации Советского Союза. На момент происшествия эксплуатировался в Волгоградском объединённом авиационном отряде (231 лётный отряд) Северо-Кавказского управления гражданской авиации. Его общая наработка составляла 2959 лётных часов и 2414 циклов «взлёт-посадка».

## Катастрофа
Самолёт выполнял пассажирский рейс 795 из Волгограда в Элисту, а пилотировал его Валерий Спиридонов. В 13:06 рейс 795 с 4 пассажирами и пилотом на борту вылетел из аэропорта Гумрак и после набора высоты занял заданный эшелон 900 метров. Среди пассажиров находился заместитель Председателя Совета Министров Калмыцкой АССР В. Тамбовцев, который летел вместе с женой. Погодные условия в это время были хорошие — отдельные облака, ветер 90° 9-13 м/с, видимость 20 километров. В 13:30 пилот Валерий Спиридонов доложил прохождение поворотного пункта Солодники, на что получил разрешение подниматься до эшелона 1500 метров. Но через 5 минут в 13:35 с самолёта доложили, что отказал правый двигатель, а правый воздушный винт никак не флюгируется. Диспетчер спросил о дальнейших действиях, на что Валерий Спиридонов передал, что будет возвращаться в Волгоград. В 13:40 диспетчер сказал, что по маршруту полёта есть запасной аэродром, но в 13:43 пилот Валерий Спиридонов передал, что он следует на высоте 180 метров и подбирает площадку для посадки. В 13:46 пилот Валерий Спиридонов сообщил о районе, где он подобрал площадку, после чего связь прекратилась.
Выбрав площадку неподалёку от села Большие Чапурники и в 50 километрах от аэропорта Гумрак, Валерий Спиридонов начал выполнять заход на очень малой высоте, с убранными шасси, а также с выключенным зажиганием левого двигателя. Но когда была достигнута высота выравнивания, пилот увидел, что площадка расположена на склоне, который сильно возвышается как раз по направлению посадочного курса. Боясь врезаться в этот уклон, пилот потянул штурвал «на себя», тем самым подняв нос самолёта. Однако от этого манёвра авиалайнер потерял скорость, перейдя в режим сваливания, после чего опустил нос и с высоты 5-6 метров врезался в землю, в результате чего разрушился. Все 5 человек на борту при этом погибли.

## Причины
Согласно заключению следственной комиссии, главной причиной катастрофы стали отказы правого двигателя и флюгерной системы его воздушного винта. Как было установлено Государственным научно-исследовательским институтом гражданской авиации, отказ двигателя был вызван разрушением переднего стопорного кольца поршневого пальца четвёртого цилиндра, что в свою очередь привело к образованию алюминиевой стружки, которая закупорила сетки входного фильтра, из-за чего произошло падение давления масла. Само стопорное кольцо разрушилось из-за дефекта, допущенного на производстве в Чехословакии. Почему отказала система флюгирования правого воздушного винта, следователи установить не смогли.
Ещё одним фактором, приведшим к катастрофе, стала ошибка пилота, который достаточно поздно принял решение о вынужденной посадке и поиске подходящей площадки, а во время выполнения захода на посадку допустил падение скорости, приведшее к сваливанию самолёта.